# 333057 Bowles
333057 Bowles este o planetă minoră (asteroid) din centura de asteroizi. A fost descoperită pe 12 septembrie 2007 la Mount Lemmon⁠(d) de Mount Lemmon Survey⁠(d). 
Obiectul prezintă o orbită caracterizată de o semiaxă mare de 2,6003522837202 UAi, o excentricitate de 0,12641717636843, o înclinație de 13,397071540267 ° în raport cu ecliptica.